# عکاسی حفاظت محیط زیست

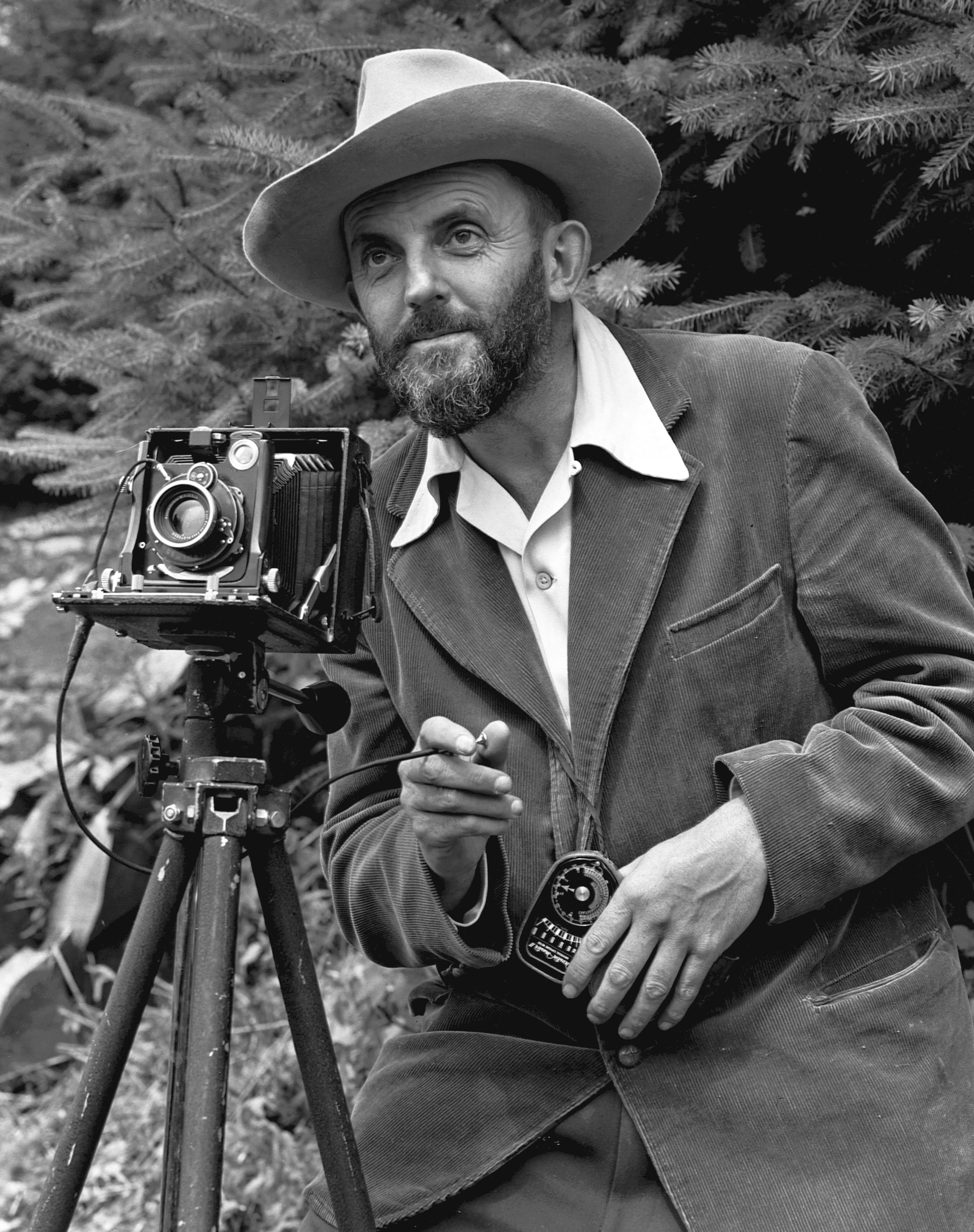
انسل ایستون آدامز (۱۹۰۲–۱۹۸۴)، عکاس و فعال محیط زیست آمریکایی، عکس از جی. مالکوم گرینی

عکاسی حفاظت از محیط زیست، استفادهٔ فعال از فرایند عکاسی و محصولات آن، در چارچوب پارامترهای عکاسی خبری، برای حمایت از نتایج حفاظت از محیط زیست است.
عکاسی حفاظت از محیط زیست، عکاسی طبیعت را با رویکرد پیشگیرانه و مسئله‌محور عکاسی مستند به عنوان عاملی برای حفاظت از طبیعت و بهبود زیست‌کره و محیط طبیعی ترکیب می‌کند. عکاسی حفاظت از محیط زیست، با افزایش آگاهی عمومی نسبت به مسائل و تحریک اقدامات اصلاحی، به حفاظت از محیط زیست، حفاظت حیات وحش، حفاظت زیستگاه‌ها یا حفاظت از فرهنگ کمک می‌کند.

## تاریخچه

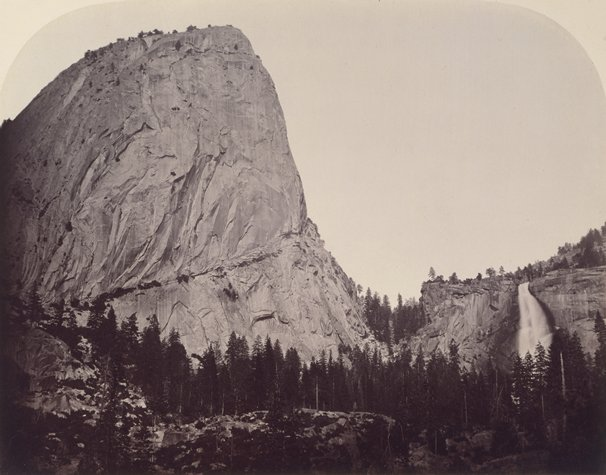
عکس از کارلتون ای. واتکینز (۱۸۲۹–۱۹۱۶) از کوه برادریک و آبشار نوادا (۷۰۰ فوت) در درهٔ یوسیمیتی در سال ۱۸۶۱

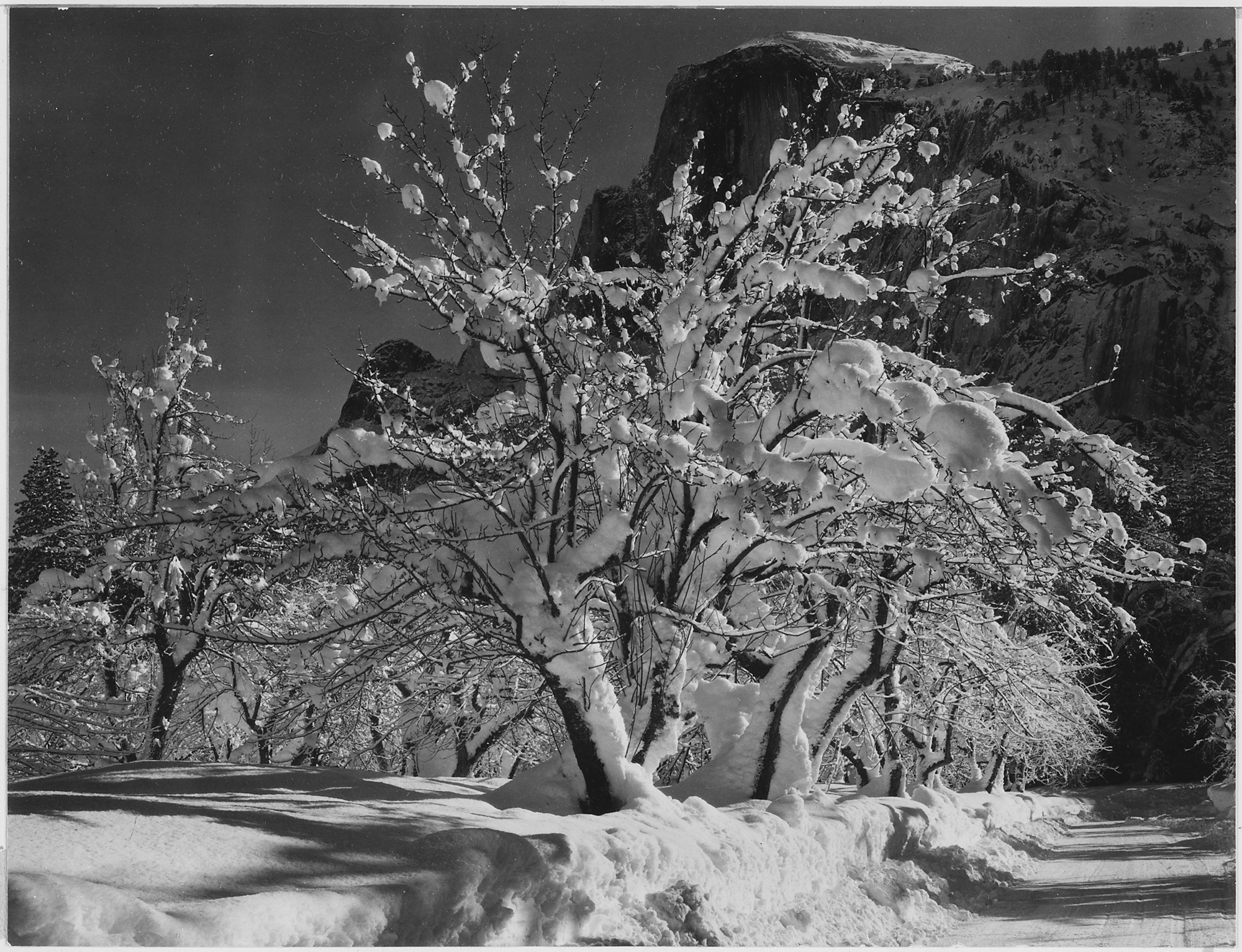
عکسی از انسل آدامز از گنبد نیمه‌تمام یوسیمیتی، باغ سیب، درختانی با شاخه‌های پوشیده از برف در آوریل ۱۹۳۳

عکاسی به عنوان یک رسانهٔ قدرتمند برای توانمندسازی حفاظت از محیط زیست توسعه یافته است. عکاسی از دههٔ ۱۸۶۰ این نقش را ایفا کرده است، اگرچه به‌طور گسترده به این عنوان شناخته نشده است. یک نمونه قابل توجه، تصاویر قدرتمند کارلتون واتکینز است که با موفقیت برای تحریک تأسیس پارک ملی یوسیمیتی در سال ۱۸۶۴ و ویلیام هنری جکسون و انسل آدامز که از گسترش و ادامهٔ بودجهٔ پارک حمایت کردند، مورد استفاده قرار گرفت.
تأکید مجدد بر عکاسی برای حفاظت از محیط زیست در آغاز قرن بیست و یکم، در درجهٔ اول در پاسخ به بحران زیست‌محیطی ناشی از فعالیت‌های انسانی، با اذعان به اینکه الگوی جهانی تخریب اکوسیستم، پایدار نیست، مطرح شد.
رشتهٔ مدرن عکاسی حفاظت از محیط زیست در اکتبر ۲۰۰۵ با تأسیس اتحادیهٔ بین‌المللی عکاسان حفاظتی توسط کریستینا میترمایر، در هشتمین کنگرهٔ جهانی طبیعت در انکوریج، آلاسکا، رسمیت یافت. پیش از سال ۲۰۰۵ «عکاسی حفاظت از محیط زیست» به عنوان یک رشتهٔ علمی شناخته نمی‌شد.

### تعریف

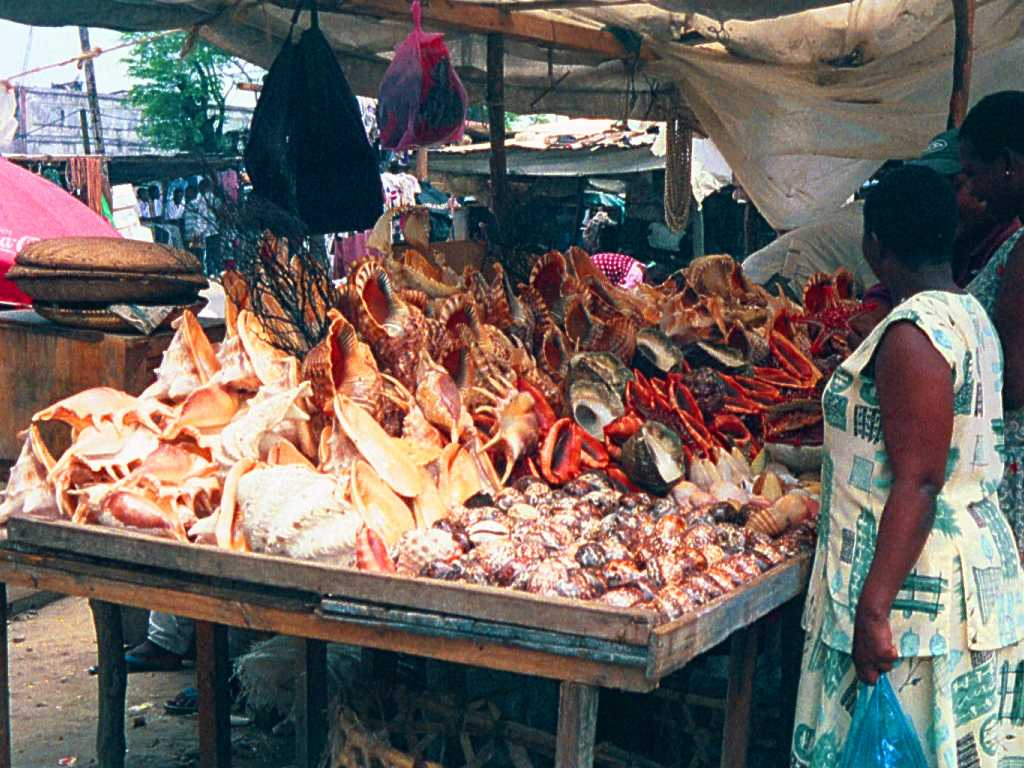
عکس فروشنده‌ای در تانزانیا در سال ۲۰۰۰ که صدف‌های گونه‌های در خطر انقراض را به گردشگران می‌فروشد، اینصدف‌های زنده از دریا گرفته شده‌اند ولی همین شکار باعث مرگ حیوان درون صدف شده است.

با اینکه به نظر می‌رسد حفاظت و عکاسی دو حوزهٔ مجزا هستند اما تأثیر ترکیبی آنها می‌تواند بسیار عمیق باشد. به عبارت ساده، عکاسی حفاظت از محیط زیست، نوعی عکاسی است که حفاظت را توانمند یا ممکن می‌سازد.
به گفتهٔ عکاس، جوئل سارتوره، «عکس‌های معمولی طبیعت، پروانه‌ای را روی یک گل زیبا نشان می‌دهند. عکس مربوط به حفاظت از محیط زیست نیز همین را نشان می‌دهد، اما در پس‌زمینه، یک بولدوزر به سمت آن می‌آید. این به آن معنا نیست که جایی برای عکس‌های زیبا وجود ندارد، در واقع ما برای این نوع عکاسی به همان اندازه که به مشکلات محیط زیستی نیاز داریم، به تصاویر زیبا نیز نیاز داریم. این به آن معناست که این تصاویر به دلیلی وجود دارند؛ برای نجات زمین تا زمانی که می‌توانیم».
این عکاسِ جدیِ حوزهٔ حفاظت از محیط زیست، در آثارش همدلی عمیقی با دنیای طبیعی به ارمغان می‌آورد. استفادهٔ صحیح از تصاویر، قدرت ایجاد تغییرات مثبت را دارد.